# Prigionieri di guerra rumeni in Unione Sovietica
Alla fine della seconda guerra mondiale, il numero di prigionieri di guerra rumeni in Unione Sovietica era significativo: circa 140000 di questi erano stati catturati anche dopo il 23 agosto 1944, giorno in cui la Romania passò dalle Potenze dell'Asse agli Alleati.
Questi prigionieri lavorarono in diversi campi di lavoro. Alcuni provenivano dalla Bessarabia o dal nord della Bucovina, occupate dall'Unione Sovietica nel 1940, altri dalla Romania.
Ad esempio, 6730 rumeni lavorarono nel campo Karlag, nella regione di Qaraǵandy, in Kazakistan, a Vorkuta, a Norilsk e in altre zone. Il più grande campo di lavoro nella regione era il n° 99, istituito nel luglio 1941. Sebbene la maggior parte di quei prigionieri fossero giapponesi o tedeschi, vi erano oltre 8000 prigionieri rumeni. Oltre 1100 di questi morirono al campo per le dure condizioni.
Alcuni prigionieri rumeni si offrirono volontari per combattere per i sovietici; questi formarono la divisione Tudor Vladimirescu sotto Nicolae Cambrea nell'ottobre 1943, ma non entrarono in azione finché il colpo di Stato in Romania del 1944 guidò la Romania ad unirsi agli Alleati. In aprile 1945 una seconda divisione, la divisione Horea, Cloșca și Crișan, guidata da Mihail Lascăr, fu creata con un misto tra prigionieri e volontari rumeni comunisti, ma la guerra terminò prima che iniziassero a combattere.
Un report dell'aprile 1946 di Vjačeslav Michajlovič Molotov affermò che nel 1945, 61662 prigionieri di guerra rumeni furono rimpatriati, 20411 presero parte alla formazioni di divisioni volontarie rumene e oltre 50000 rimasero nei campi di lavoro. L'ultimo prigioniero rumeno fu liberato nel 1956. Alcuni furono nuovamente arrestati dalle autorità comuniste rumene al loro arrivo in Romania "per aver combattuto contro l'Unione Sovietica" e furono inviati al carcere di Sighet.
Il 9 settembre 2003 un monumento in granito fu inaugurato al cimitero del campo Spassky dal presidente rumeno Ion Iliescu. Esso riporta l'iscrizione "In memoriam. Per oltre 900 prigionieri rumeni che perirono nei campi stalinisti nel Kazakistan centrale tra il 1941 e il 1950".